# Zagreb (rušilec)
Zagreb je bil rušilec razreda Beograd jugoslovanske kraljeve vojne mornarice, poimenovan po takratnem glavnem mestu savske banovine Zagrebu. 
Ob izbruhu druge svetovne vojne je skupaj s sestrskima ladjama, Beogradom in Ljubljano, predstavljal najsodobnejše vojne ladje Kraljevine Jugoslavije.

## Opis in zgodovina
Potem ko je Kraljevina Jugoslavija leta 1932 sprejela v uporabo veliki rušilec Dubrovnik, je v Franciji naročila še tri manjše rušilce, po načrtih ladjedelnice Ateliers et Chantiers de la Loire. Prvega iz serije (Beograd) so izdelali leta 1939 v Franciji, preostala dva (Zagreb in Ljubljano) pa istega leta, v s francoskim in britanskim kapitalom posodobljenem Jadranskem brodogradilištu pri Splitu. Oborožitev (predvsem topove) je dobavila češkoslovaška tovarna Škoda v Brnu, pogonski sklop pa so predstavljali trije z nafto kurjeni vodni kotli »Yarrow« in dve parni turbini.
Po prevzemu so sledile testne vožnje, pod poveljstvom kapitana bojne ladje Koste Grublješića, skupaj s sestrskima rušilcema Beograd in Ljubljano.
Rušilec Zagreb je bil ob izbruhu aprilske vojne kot del I. torpedne divizije zasidran v Boki Kotorski in ni pod poveljstvom kapitana bojne ladje Nikola Krizomalija nikoli neposredno sodeloval v spopadih, razen med napadom italijanskih letal.  17. aprila 1941 sta Zagreb, da ne bi padel v roke italijanski vojni mornarici, kljub drugačnim poveljem, razstrelila častnika (poročnika bojne ladje II. razreda) Sergej Mašera in Milan Spasić. Oba sta se potopila skupaj z ladjo, zaradi česar so ju 10. septembra 1973 proglasili za narodna heroja Jugoslavije.
Danes sta modela rušilca na ogled v Tehniškem muzeju v Zagrebu ter v Vojnem muzeju v Beogradu.